# كلنغانة (مقاطعة دورود)
كلنغانة (بالفارسية: کلنگانه) هي قرية تقع في قسم سيلاخور الريفي (مقاطعة دورود) في إيران. يقدر عدد سكانها بـ 594 نسمة بحسب إحصاء 2016.